# Thalassobathia
Thalassobathia — рід ошибнеподібних риб родини Bythitidae.

## Види
Рід містить два види:
- Thalassobathia nelsoni R. S. Lee, 1974
- Thalassobathia pelagica Cohen, 1963